# African Development University
Pour les articles homonymes, voir ADU.
L’African Development University (ADU) est une université privée située à Niamey (Niger) et fondée en 2017.

## Histoire

### Genèse du projet et fondation
L'ADU (African Development University) est fondée par le Nigérien Kader Kaneye et l'Américaine Meredith Segal, qu'il a rencontrée à Harvard.
Kader Kaneye grandit au Niger. Il effectue ses études supérieures en France puis aux États-Unis.
Le projet d'université nait en 2007, à son retour au Niger. Il rédige ensuite le plan d'affaires lorsqu'il suit le programme YALI Fellow du président Obama en 2014. Le projet éducatif qu'il développe n'est pas retenu par le jury du programme YALI. Par la suite, il perfectionne son projet dans son cours de Design Thinking à Harvard, en collaboration avec Meredith Segal. Cette dernière, ancienne directrice de campagne jeunesse du président Obama, devient ensuite cofondatrice de A.D.U..

### Mission
L'ADU veut rompre avec la formation classique de l'enseignement supérieur au Niger et proposer un système beaucoup plus moderne qui répond au besoin réel du marché du travail moderne.
La mission de l'African Development University est de préparer les leaders de demain qui contribueront au développement du Niger et de l'Afrique en tant qu'entrepreneurs, comptables, médecins, ingénieurs et responsables gouvernementaux,.

## Programmes académiques
L'A.D.U. propose différents programmes d'études. Des programmes de Bachelor, Master et MBA, mais aussi des programmes de certification et des cours pour les professionnels et les cadres,.